# Celeirós (Sabrosa)
Celeirós, também referida como Celeirós do Douro, é uma povoação portuguesa sede da freguesia homónima do município de Sabrosa, freguesia com 5,25 km² de área e 201 habitantes (censo de 2021), tendo, por isso, uma densidade populacional de 38,3 hab./km².

## Demografia
A população registada nos censos foi:
| Distribuição da População por Grupos Etários | Distribuição da População por Grupos Etários | Distribuição da População por Grupos Etários | Distribuição da População por Grupos Etários | Distribuição da População por Grupos Etários |
| -------------------------------------------- | -------------------------------------------- | -------------------------------------------- | -------------------------------------------- | -------------------------------------------- |
| Ano                                          | 0-14 Anos                                    | 15-24 Anos                                   | 25-64 Anos                                   | > 65 Anos                                    |
| 2001                                         | 42                                           | 45                                           | 127                                          | 53                                           |
| 2011                                         | 42                                           | 16                                           | 111                                          | 53                                           |
| 2021                                         | 15                                           | 28                                           | 102                                          | 56                                           |

## Localização
Suspensa sobre o vale do Rio Pinhão, Celeirós encontra-se a cerca de 5 km da sede do município e a 12 km da localidade do Pinhão.

## História
D. Afonso Henriques concedeu-lhe o foral a 4 de dezembro de 1160, em tempos da fundação da nacionalidade.
O seu vinho branco foi considerado, em 1758, de "feitoria" (fabrico) fino, referindo-se à sua qualidade.
Esta freguesia usufrui dos serviços de recolha de lixo, rede pública de abastecimento de água e de águas residuais, centro de dia, extensão do centro de saúde, posto de Correio, escola do 1.º Ciclo do Ensino Básico e mini-mercado. Alguns destes serviços beneficiam também as freguesias limítrofes.

## Património

### Arquitetura
- Casa do Conde de Bulhão (século XIX)[6]
- Casa dos Botelhos Pimenteis (séculos XVII-XVIII)[6]
- Casa da Fonte Linda: Casa brasonada com trabalho artístico onde se destaca a capela, de meados do século XVIII)[6]
- Casa do Bucheiro (século XIII): das poucas casas solarengas do Douro, na posse dos fundadores. Edifício da arquitectura senhorial, com capela, onde se encontra o brasão[6]
- Casa dos Vilares (séc. XVIII) brasonada[6]

Em Celeirós podem ainda ser apreciadas duas custódias representativas da arte sacra portuguesa:
- Custódia de Campainhas, que pertence à Igreja Matriz de Celeirós
- Custódia da Capela de São Francisco, datada do Século XVIII

## Gastronomia

### Pratos típicos da vindima
- Milhos de vinha de alhos
- Arroz de feijão com bacalhau frito
- Pão de milho com sardinha assada
- Sopa de abóbora
- Cabrito assado no forno
- Bola de carne

### Doces típicos
- Cavaca da região
- Aletria
- Arroz doce

### Vinhos
- Vinhos generosos
- Vinhos de mesa

## Festas e Romarias
- Festa em honra de São Pedro (29 de junho)
- Festa em honra de Nossa Senhora da Conceição (8 de dezembro)
- Lagarada tradicional (último fim de semana de setembro)